# Echiopsis curta
Echiopsis curta is een slang uit de familie koraalslangachtigen (Elapidae) en de onderfamilie Elapinae.

## Naam en indeling
De wetenschappelijke naam van de soort werd voor het eerst voorgesteld door Hermann Schlegel in 1837. Oorspronkelijk werd de wetenschappelijke naam Naja curta gebruikt. De soort werd door Leopold Fitzinger in 1843 aan het geslacht Echiopsis toegewezen en is tegenwoordig de enige vertegenwoordiger van deze monotypische groep. De slang werd vroeger ook aan andere geslachten toegekend, zoals Alecto, Hoplocephalus, Brachyaspis en Notechis.
De soort Echiopsis atriceps behoorde lange tijd ook tot het geslacht Echiopsis  maar wordt tegenwoordig tot het geslacht Paroplocephalus gerekend en heeft dus de wetenschappelijke naam Paroplocephalus atriceps.

## Verspreiding en habitat
Echiopsis curta komt endemisch voor in delen van westelijk Australië. De slang is hier te vinden in de deelstaten New South Wales, Zuid-Australië, Victoria en West-Australië. De habitat bestaat uit gematigde bossen, graslanden en scrublands.

## Beschermingsstatus
Door de internationale natuurbeschermingsorganisatie IUCN is de beschermingsstatus 'veilig' toegewezen (Least Concern of LC).